# NGC 101

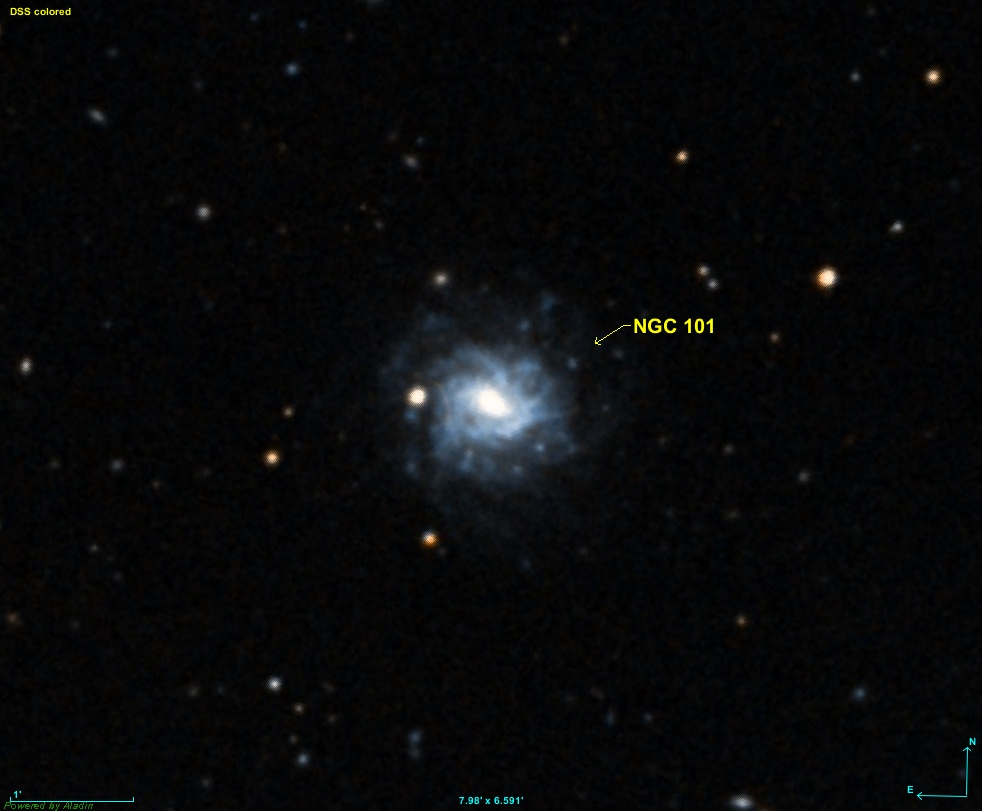
NGC 101 (DSS)

NGC 101 è una galassia a spirale situata in direzione della costellazione dello Scultore a circa 156 milioni di anni luce dalla Terra. Fu scoperta il 25 settembre 1834 dall'astronomo inglese John Herschel. Ha una magnitudine apparente di 12,8.
Pur non facendone parte, ha modeste interazioni con le galassie del Quartetto di Robert.